# Sciara dissimilis
Sciara dissimilis är en tvåvingeart som beskrevs av Franz Lengersdorf 1927. Sciara dissimilis ingår i släktet Sciara och familjen sorgmyggor.
Artens utbredningsområde är Taiwan. Inga underarter finns listade i Catalogue of Life.